# Menace imminente
Pour les articles homonymes, voir Unité 8200.
Production
Diffusion
Menace imminente est une série télévisée franco-israélienne en 6 épisodes réalisée par Dan Sachar d'après un scénario de Négar Djavadi, Bruno Fay, Leora Kamenetzky et David Susa.
Cette fiction, librement adapté du roman Unité 8200 écrit par l'ancien officier de l'Unité 8200 Dov Alfon et publié par les éditions Liana Levi, est une coproduction d'Elephant International, Keshet Studios International et TF1,,,,.
La série est présentée en séance spéciale au Festival Séries Mania 2025 à Lille.

## Distribution
- Patrick Bruel : Zeev Abadi
- Natacha Lindinger : Fleur Giroud
- Cyril Gueï :
- Christiane Millet :
- Gaïa Weiss :
- Rascha Bucvik :
- Jérémie Galiana :
- Axelle Masliah :
- Louis Vasquez :
- Edouard Cheny :
- Alex Henri :
- Nicolas Abraham :
- Vincent Pannetier : Paul Martel
- Théau Courtès : Constantini
- Jaléane Ortega :
- Aviv Pinkas :
- Tsahi Halevi :
- Talya Bertfeld

## Production

### Genèse et développement
La série est une adaptation du roman Unité 8200 écrit par l'ancien officier de l'Unité 8200 Dov Alfon et publié par les éditions Liana Levi,,,,.
Elle est créée et écrite par Négar Djavadi (autrice notamment des romans Désorientale et Arène, tous deux parus aux Éditions Liana Levi)  et Bruno Fay, et réalisée par Dan Sachar,,,,.

### Attribution des rôles
La série Unité 8200 offre à Patrick Bruel son premier rôle majeur dans une série télévisée,.
L'acteur déclare : « J'ai essayé d'amener ce que j'avais en moi d'agent secret. Le personnage s'inscrit dans une grande tradition des agents secrets. Il fallait lui dessiner une personnalité : il a basé sa carrière sur l'instinct et sur l'intelligence, sur la réactivité. Et il se retrouve avec une flic au contraire très forte sur le terrain. À eux deux, ça fait un tandem explosif, dans tous les sens du terme ! ».

### Tournage
Le tournage de la série a lieu à Paris, en région parisienne ainsi qu'à Tel-Aviv en Israël  à partir du 21 août 2023,,.

### Fiche technique
Sauf indication contraire, les informations mentionnées dans cette section peuvent être confirmées par les bases de données cinématographiques IMDb et Allociné,  présentes dans la section « Liens externes ».
- Titre français : Menace imminente
- Genre : Thriller, espionnage
- Production : Sandra Ouaiss
- Sociétés de production : Elephant International, Keshet Studios International et TF1[1],[3]
- Réalisation : Dan Sahar[1],[2],[3],[4]
- Scénario : Negar Djavadi, Bruno Fay, Leora Kamenetzky et David Susa[1],[2],[3],[4]
- Musique : Roy Shen-Zoor
- Pays de production :  France /  Israël
- Langue originale : français
- Format : couleur
- Nombre de saisons : 1
- Nombre d'épisodes : 6
- Durée : 52 minutes
- Date de première diffusion : 2025 sur TF1

## Accueil critique
Pour Alexandre Letren, du site VL-Media, Menace imminente est un thriller d'espionnage efficace et prenant, mais il en  regrette la lenteur : « Il aurait fallu rentrer plus vite dans le vif du sujet. Le paradoxe le plus fort étant le titre lui même : on ne sent jamais l'urgence et donc l'imminence de la menace. », du moins dans les deux premiers épisodes qu'il a pu visionner.